# Giorgio Panto
Giorgio Panto (Meolo, 1º ottobre 1941 – Crevan, 26 novembre 2006) è stato un imprenditore e politico italiano.

## Gli inizi nell'azienda di famiglia
Panto era il figlio più giovane di un piccolo imprenditore di Meolo che negli anni quaranta e cinquanta sviluppò un'industria specializzata nella fabbricazione di tapparelle, coadiuvato da un paio di fratelli.
Negli anni cinquanta la ditta Panto dava lavoro a circa 100 operai, in un paese di 5.000 abitanti: era il più importante datore di lavoro della zona.
Giorgio aveva un vivo interesse all'attività dell'azienda e terminati gli studi superiori si dedicò all'acquisto del legname, reperito in Austria e Germania. Dopo la morte del padre, prese le redini dell'azienda e la trasferì a Rovarè nel comune di San Biagio di Callalta fuori Treviso, dove la sviluppò fino a diventare la principale azienda italiana di porte e prodotti in legno da giardino, impiegando oltre 500 persone ed esportando in tutta Europa.

## L'espansione europea e l'editoria televisiva
Alla fine degli anni ottanta ottiene una certa celebrità sponsorizzando il primo varietà erotico italiano: Colpo grosso, condotto da Umberto Smaila.
Nel 1993 rileva la rete Antenna Tre Triveneto dall'imprenditore Bernardi. Al 2006 Antenna Tre copre il Friuli-Venezia Giulia e parte del Trentino-Alto Adige, della Lombardia e del Veneto.
Negli anni seguenti accresce il suo impero finanziario grazie all'affermazione della Panto s.p.a., una delle più grandi aziende italiane produttrici di infissi e mobili da giardino, e l'acquisizione dei canali TeleAltoVeneto e TeleNordest.

## La politica
Uomo politicamente schierato a destra, il suo attivismo politico inizia negli anni novanta. Nel 1994 rifiuta però di candidarsi alle Politiche sotto la bandiera di Forza Italia.
L'anno seguente è candidato alla presidenza della regione Veneto con la lista di Autonomia Veneta e raggiunge il 3,7% delle preferenze.
Nel 1996 diventa anche presidente della LIFE, un'associazione di imprenditori, i quali si caratterizzano per le battaglie contro il fisco e la burocrazia, ma che abbandona l'anno seguente a seguito di forti polemiche in seno al movimento.

### Dalla Lega Nord alla fondazione di Progetto Nordest
Ha fatto parte, come simpatizzante, ma senza mai ricoprire cariche, della Lega Nord. Nel giugno 2004, i rapporti con il Carroccio, specie con le sezioni trevigiane, si incrinano, e fonda un movimento di sua ideazione: Progetto Nordest, le cui basi si fondano sull'autonomismo e lontano dal sistema bipolare italiano, di cui è stato candidato alla presidenza del Veneto in vista delle elezioni regionali del 2005, in cui Panto ottenne il 6% dei voti e il PNE il 5,6%, sufficiente a eleggere due consiglieri regionali.

### Le elezioni del 2006
Alle elezioni politiche del 2006, condite tra l'altro, in campagna elettorale, di un'aspra querelle con la Lega Nord a suon di spot sulle sue reti, si è candidato al Senato con lo stesso partito, ottenendo il 3%, un risultato lontanissimo all'8% necessario per eleggere un senatore ma, raccogliendo 92.079 voti per la Camera, sufficiente ad infliggere un duro colpo alla coalizione di centro-destra: con i voti della sua lista Progetto Nordest la Casa delle Libertà avrebbe infatti superato la coalizione di Romano Prodi accedendo al premio di maggioranza.
Alle elezioni amministrative del 2006 si è candidato alla guida della Provincia di Treviso, ottenendo il 10,3% dei consensi.

## La morte
Muore il 26 novembre 2006 ai comandi del suo elicottero, mentre, sorvolando la Laguna di Venezia nelle vicinanze dell'isola di Crevan, si cimenta in un ultimo tentativo di "manovra a doppio sfioro" delle pale rotoriche della superficie lagunare.
Già nel 1989 era precipitato con un Piper nella campagna del Padovano, uscendone illeso e conservando l'elica deformata del velivolo nel suo ufficio.
Il 1º aprile 2007 l'assemblea dei delegati provinciali di Progetto Nordest commemora la sua morte e lo nomina presidente onorario, mentre la guida del partito è affidata al segretario Mariangelo Foggiato.